# Ellsworth Charles Dougherty
Pour les articles homonymes, voir Dougherty.
Ellsworth Charles Dougherty, né le 21 juillet 1921 et mort le 21 décembre 1965 à Berkeley (Californie), est un parasitologiste et helminthologiste américain,,.

## Publications
- (en) E.C. Dougherty, "Neologisms needed for structures of primitive organisms : 1. Types of nuclei", The Journal of Protozoology, Vol.4, No.S3 (Supplement), August 1957, Abstract 55, p.14. DOI 10.1111/j.1550-7408.1957.tb02521.x
- (en) E.C. Dougherty, "Neologisms needed for structures of primitive organisms : 2. Vibratile Organelles", The Journal of Protozoology, Vol.4, No.S3 (Supplement), August 1957, Abstract 56, p.14. DOI 10.1111/j.1550-7408.1957.tb02521.x
- (en) E.C. Dougherty, "A Revised Classification for the Higher Taxa of the Monera", The Journal of Protozoology, Vol.4, No.S3 (Supplement), August 1957, Abstract 57, p.14. DOI 10.1111/j.1550-7408.1957.tb02521.x
- (en) E.C. Dougherty & Mary Belle Allen, "The words ‘Protist’ and ‘Protista’", Experientia, Vol.14, No.2, February 15, 1958, p.78. DOI 10.1007/bf02159018